# Ситников, Семён Дмитриевич
Семён Дми́триевич Си́тников (1739 — после 1823, ?) — второй московский городской голова (1786—1789), купец I гильдии, коммерции советник, Браковщик в Главном кригс-комиссариате, именитый гражданин.

## Биография
Происходил из семьи потомственных купцов Басманной слободы. Владел фабрикой платины и серебра, которая была основана его отцом в 1750-х годах в Москве. Помимо этого, вместе с братьями (Прокофий Дмитриевич, Алексей Дмитриевич, Фёдор Дмитриевич), вёл торговлю «иностранными товарами» через петербургский порт, что приносило в общей сложности более 100 000 рублей.
Был избран городским головой Москвы на первом заседании Общей думы и Шестигласной думы (учреждена в соответствии с Городовым положением 1785 года).
Был инициатором обсуждения перестройки Гостиного двора (1787—1788). Были построены двух—этажные Торговые ряды между Никольской и Спасской башнями Кремля (1786). При нём был построен Дорогомилоский(Бородинский) мост через Москву-реку (1787—1788). Внёс большой вклад в создание Купеческого клуба в Москве, в Китай-городе, который был построен в 1786 году на Ильинке.
За свою деятельность получил чин титулярного советника (1788) по представлению главноначальствующего генерала — аншефа П. Д. Еропкина.
Во время русско-шведской войны 1788—1790 городом были выделены средства на набор и содержание конного эскадрона «караулов и патрулей к спокойству жителей».
После ухода со своей должности, временно исполняющим обязанности городского головы Москвы стал купец I гильдии Егор Емельянович Емельянов (1789).